# Analogue Pocket
 (octobre 2023).
Le contenu est difficilement compréhensible vu les erreurs de traduction, qui sont peut-être dues à l'utilisation d'un logiciel de traduction automatique.
L'Analogue Pocket est une console portable, conçue et fabriquée par Analogue, basée sur une architecture de type FPGA. Elle est annoncée le 16 octobre 2019 et commercialisée le 13 décembre 2021. Elle est conçue pour jouer à des jeux de plusieurs consoles portable de jeux vidéo de quatrième génération et de générations antérieures à partir des cartouches d'origine.

## Histoire
L'Analogue Pocket est annoncée le 16 octobre 2019, il s'agit de la sixième console de la société Analogue,,,,. La sortie de la console « retro » est retardée à trois reprises depuis le premier communiqué de presse. En effet, Analogue rapporte que les pénuries mondiales de composants électroniques, dues à la pandémie de COVID-19, sont la raison du retard du lancement de la console jusqu'en décembre 2021. La ludothèque de la console comprend la compatibilité avec plus de 2 780 jeux sortis sur Game Boy, Game Boy Color et Game Boy Advance entre 1989 et 2008. 
La conception de la console portable est l'oeuvre de Kevin "Kevtris" Horton. 
En septembre 2023, Analogue commercialise une version phosphorescente de la console, intitulée Analogue Pocket Glow aux quantités limitées. 

## Matériel
L'Analogue Pocket présente un design inspiré des différentes Game Boy de Nintendo,  comprenant un emplacement pour une cartouche à l'arrière de la console. Une connectivité supplémentaire est fournie via la prise en charge d'une carte microSD, utilisée pour faire des mises à jour du système d’exploitation.
De plus, une station d'accueil branchée à un téléviseur, vendue séparément, permet la prise en charge d'un signal HDMI vers un écran et jusqu'à quatre manettes sans fil en Bluetooth. De même, le rechargement de la console est possible via un port USB Type-C.
La console portable est conçue à partir de composants reprogrammable FPGA (field-programmable gate array) du Cyclone V d'Altera, qu'elle utilise pour reproduire le matériel des consoles portables Game Boy, Game Boy Color et Game Boy Advance. Des adaptateurs sont également disponibles ce qui permet l'utilisation des cartouches de jeux Game Gear, Neo-Geo Pocket, Neo-Geo Pocket Color et Atari Lynx. Ce FPGA est également ouvert aux développeurs afin de créer d'autres « cœurs ». L'Analogue Pocket comprend un FPGA supplémentaire pour la gestion du système.
La console intègre également un séquenceur et synthétiseur rétro compatible MIDI,.
En outre, elle intègre aussi des fonctions de sauvegardes rapides ainsi qu'un mode veille.
Le multijoueur est accessible jusqu'à quatre joueurs à la suite de la commercialisation de câbles spécifiques par Analogue.

### Caractéristiques techniques
L'Analogue Pocket présente les spécifications matérielles suivantes, :
- Dimensions: 86 × 149 × 22 mm[17] (L × H × P) ;
- Écran : LCD couleur rétroéclairé de 3,5 pouces (89 mm) de diagonale[11] ;
- Définition d'écran : 1600 x 1440 pixels (615 ppp)[7], taux de rafraîchissement variable entre 30 et 62 Hz ;
- Son : haut-parleurs stéréo, prise casque 3,5 mm[12].
- Batterie : lithium-ion de 4300 mAh, autonomie de 6 heures[13], rechargeable via USB Type-C, adaptateur 18 watts[13] ;
- CPU : Altera Cyclone V avec 49 000 LE et Altera Cyclone 10 avec 15 000 LE ;
- Mémoire : 3,4 Mo de RAM, 2 × 16 Mo de RAM cellulaire 16 bits, 64 Mo de SDRAM 16 bits, 256 Ko de SRAM asynchrone 16 bits ;
- Connectivité: prise casque 3,5 mm, port pour câble de connexion Game Boy (dit "câble link"), port micro-SD, port USB Type-C (pour station d'accueil et alimentation).

## Accueil

### Critiques
La rédaction du site web CNET France lui accorde la note de 3,5 sur 5.

### Récompenses
En 2019, l'Analogue Pocket est nommé dans la catégorie « design » lors d'une cérémonie de récompenses organisée par Wallpaper*.
Puis, en 2020, la console portable reçoit deux lauréats du magazine Fast Company : l'un pour le meilleur design, et l'autre pour les meilleures innovations design en région Amérique du Nord.
Ensuite, en 2021, la console est honorée lors du Consumer Electronics Show en tant que produit innovant de l'année, sans pour autant obtenir la récompense.
Enfin, en 2022, l'Analogue Pocket remporte un Red Dot Design Award. En effet, le jury estime que la console est « techniquement sophistiquée » et rajoute que : « bien que le design reprenne celui de la Game Boy classique, il a été transposé avec succès dans une forme mince et contemporaine ». 

### Traduction
- (en) Cet article est partiellement ou en totalité issu de l’article de Wikipédia en anglais intitulé « Analogue Pocket » (voir la liste des auteurs).